# Pragal
Pragal ist ein Ort und eine ehemalige Gemeinde in Portugal. Der Ort gehört zum Kreis Almada an der Margem Sul do Tejo, gegenüber der Hauptstadt Lissabon.

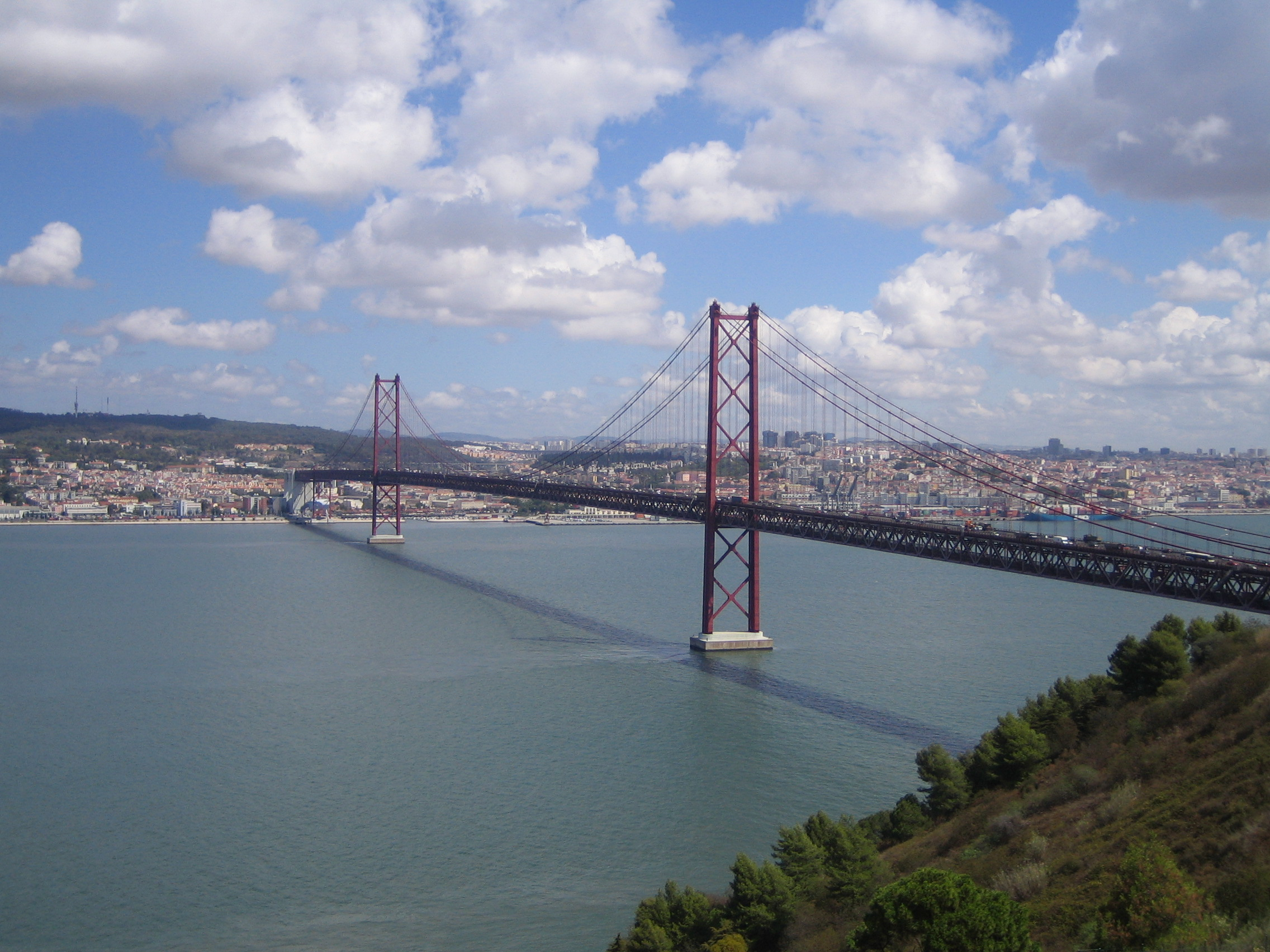
Die bekannte Brücke Ponte 25 de Abril, von Pragal aus gesehen

Bekanntestes Wahrzeichen der Umgebung ist die 28 Meter hohe Christus-Statue Cristo-Rei, hoch über dem Tejo an der Ponte 25 de Abril. Die Statue steht auf der Gemarkung Almada.

## Geschichte
Der Seefahrer, Entdecker und Autor Fernão Mendes Pinto aus Montemor-o-Velho verbrachte in Pragal seinen Lebensabend und schrieb seine vielbeachteten Reiseerinnerungen, bevor er 1583 hier starb.
Im 17. und 18. Jahrhundert erlebte Pragal einigen wirtschaftlichen Aufschwung durch den Weinanbau, bevor eine Reblausplage im 19. Jahrhundert diesem hier weitgehend ein Ende setzte. Mit der aufkommenden Industrialisierung Ende des 19. Jahrhunderts ging der Niedergang weiter, als viele der Kleinbauern zu Arbeitern wurden, und die Gemeinde zunehmend verfiel. Eine Verbesserung stellten die Anfang des 20. Jahrhunderts entstandenen Selbsthilfeeinrichtungen der Arbeiter dar, darunter die Konsumgenossenschaft (Cooperativa de Consumo, 1918) und der Freizeit- und Kulturverein (Sociedade Recreativa União Pragalense, 1919). Nach der Nelkenrevolution 1974 setzte dann ein Umbruch ein, durch verstärkte Investitionen der neuen demokratischen Regierung in Bildung, Gesundheit und Verkehrsinfrastruktur. 1991 wurde das Krankenhaus Hospital Garcia de Orta eröffnet.
Seit 1985 war Pragal eine eigenständige Gemeinde im Kreis Almada. Mit der Gebietsreform 2013 wurde Pragal dann mit anderen Gemeinden zur neuen Gemeinde Almada, Cova da Piedade, Pragal e Cacilhas zusammengefasst.

## Verwaltung
Die Gemeinde (Freguesia) Pragal gehörte zum Kreis (Concelho) von Almada, im Distrikt Setúbal. Sie hatte eine Fläche von 2,27 km² und 7174 Einwohner (Stand 30. Juni 2011).
Folgende Ortschaften und Wohnviertel gehörten zur Gemeinde Pragal:
- Arrábida
- Arreinela
- Bacelinho
- Batateiro
- Casquilho
- Moinhos
- Palença de Baixo
- Palença de Cima
- Pinheiro
- Pragal

Im Zuge der administrativen Neuordnung in Portugal am 29. September 2013 wurden die Gemeinden Pragal, Almada, Cacilhas und Cova da Piedade zur neuen Gemeinde União das Freguesias de Almada, Cova da Piedade, Pragal e Cacilhas zusammengefasst.

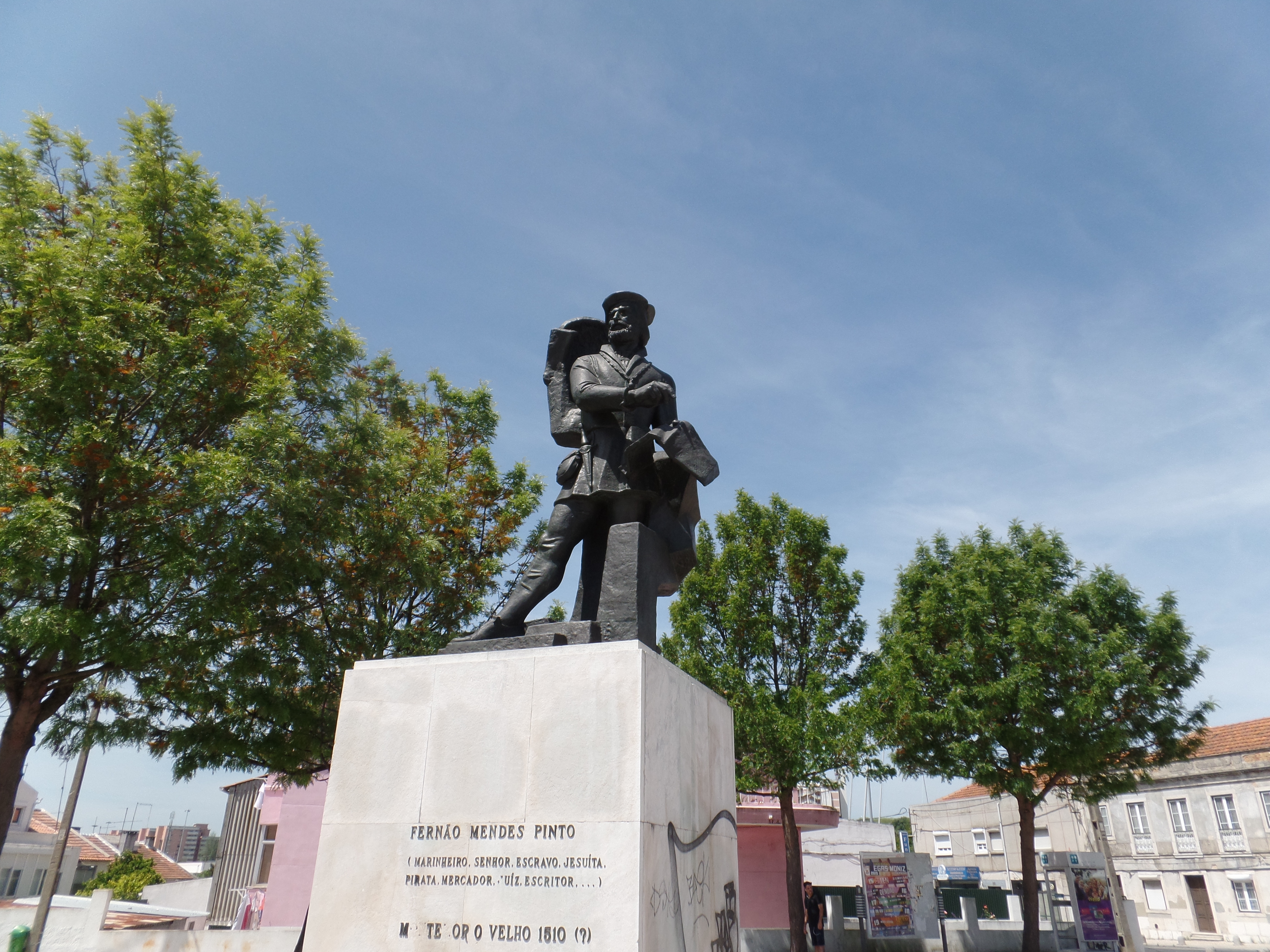
Statue des Fernão Mendes Pinto in Pragal, von der nach ihm benannten Schule ESFMP aus gesehen

## Bildung
In der Gemeinde Pragal bestehen zwei Fakultäten der privaten Universität Instituto Piaget:
- die Pädagogikhochschule (Escola Superior de Educação)
- die Hochschule für interkulturelle und interdisziplinäre Forschungen (Instituto de Estudos Interculturais e Transdisciplinares)

Mit der Escola das Belas Artes da Cooperativa Ar.Co besteht zudem eine Kunsthochschule in Pragal.
Die Escola Secundária Fernão Mendes Pinto ist eine Sekundarschule und eine Berufsschule. Sie ist auch für ihren Deutschunterricht bekannt. So ist sie eine von fünf portugiesischen Schulen, die an der weltweiten Initiative des Auswärtigen Amtes „Schulen: Partner der Zukunft“ (PASCH) teilnehmen. Sie unterhält zudem direkte internationale Beziehungen und Austauschprojekte, in Deutschland mit dem Max-Planck-Gymnasium (Dortmund).

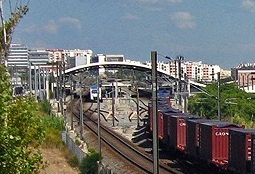
Blick auf den Bahnhof Pragal

Zwei Grundschulen und drei Kindergärten und Vorschulen sind die weiteren Bildungseinrichtungen der Gemeinde.

## Verkehr
Fernverkehr
Pragal ist seit 1999 über die Linha do Sul an das portugiesische Eisenbahnnetz angeschlossen. Der Bahnhof Pragal wird nebst Fertagus-Regionalzügen auch von Intercidades-Zügen der CP bedient und ist der einzige Fernverkehrsbahnhof an der Margem Sul do Tejo.
Pragal liegt am Autobahnkreuz A2 und A38.
Nahverkehr

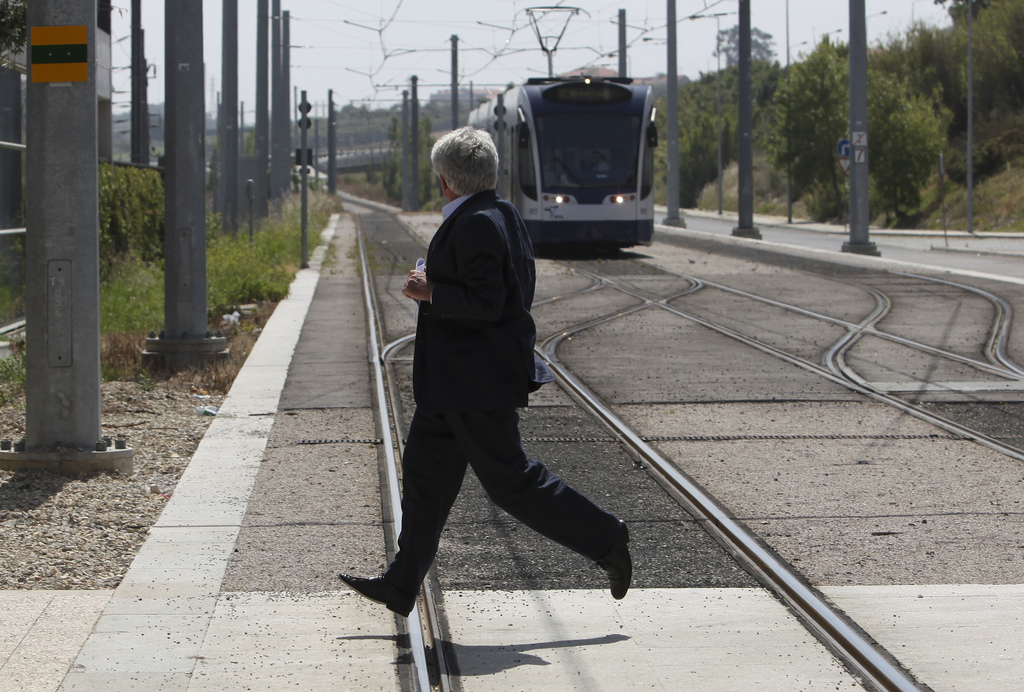
Der sozialistische Politiker Vital Moreira überquert die Gleise der Metro Sul do Tejo in Pragal (Juni 2009)

Die Verbindung mit den Nachbarstädten Cacilhas und Almada wird über die Schnellbahn Metro Sul do Tejo abgewickelt. Der weitere Öffentliche Personennahverkehr wird mit einer Reihe lokaler und regionaler Buslinien betrieben.

## Persönlichkeiten
Der portugiesische Entdeckungsreisende und Schriftsteller Fernão Mendes Pinto starb 1583 in Pragal.
Der luxemburgische Fußballnationalspieler Gerson Rodrigues wurde 1995 in Pragal geboren.